# Argomuellera macrophylla
Argomuellera macrophylla är en törelväxtart som beskrevs av Ferdinand Albin Pax. Argomuellera macrophylla ingår i släktet Argomuellera och familjen törelväxter. Inga underarter finns listade i Catalogue of Life.